# Oetternbach (Naturschutzgebiete)
Die zusammenhängenden Gebiete Oetternbach sind drei durch das Regierungspräsidium Detmold ausgewiesene Naturschutzgebiete (NSG-Nummer LIP–083, –087 und –099) in den nordrhein-westfälischen Städten Detmold, Lage und Lemgo im Kreis Lippe in Deutschland. Das Naturschutzgebiet Mittellauf der Bega grenzt im Nordosten direkt an.

## Lage
Die insgesamt rund 300 Hektar (ha) (187,32 ha (Detmold), 105,51 ha (Lage), 5,50 ha (Lemgo)) großen Naturschutzgebiete Oetternbach gehören naturräumlich zum Lipper Bergland. Sie erstrecken sich entlang des namensgebenden Oetternbachs.
Der Oetternbach entspringt am Fuße des Mönkebergs beim Detmolder Stadtteil Barkhausen, fließt von dort Richtung Süden, erreicht den Detmolder Stadtteil Klüt, wendet sich von dort an zunächst kurz in Richtung Westen und dann in Richtung Nordwesten. Er erreicht Lagenser Stadtgebiet, fließt südlich an Heiden und östlich an Lage vorbei und mündet beim Lemgoer Stadtteil Lieme linksseitig in die Bega.

## Beschreibung
Die Schutzgebiete Oetternbach werden als Gebiete „schutzwürdiger und gefährdeter Fließgewässer mit Quellbächen und naturnaher Quellflur, Auwäldern, Sand- und Kiesbänken, bachbegleitendem Erlenwald, Moor- und Bruchwäldern, gefährdeten Laubwäldern aus alt- und totholzreichen Eichenmischwäldern sowie seggenreichem Nass- und Feuchtgrünland“ beschrieben.

## Schutzzweck
Wesentlicher Schutzzweck ist die „Erhaltung, Entwicklung und Wiederherstellung eines regional bis landesweit bedeutsamen naturnahen Baches einschließlich seiner Aue und angrenzenden Gehölzstrukturen als Lebensraum für seltene, gefährdete sowie landschaftsraumtypische wildlebende Pflanzen- und Tierarten“.

## Flora und Fauna

### Flora
Aus der schützenswerten Flora sind besonders die im Gebiet vorkommenden „Arten der Roten Liste der gefährdeten Pflanzen in Nordrhein-Westfalen“ zu nennen:
- Braun-Segge
- Breitblättriges Knabenkraut
- Flatterulme
- Grünliche Gelb-Segge
- Moor-Labkraut
- Platterbsen-Wicke
- Sumpf-Dotterblume
- Sumpf-Helmkraut
- Sumpf-Schafgarbe
- Sumpf-Weidenröschen
- Weiße Seerose

### Fauna
Die Schutzgebiete stellen sich als wertvoller Bereich für Amphibien, Brut- und Gastvögel, Heuschrecken, Libellen, Schmetterlinge und Spinnen dar. Aus der schützenswerten Fauna sind besonders die im Gebiet vorkommenden „Arten der Roten Liste der gefährdeten Tiere in Nordrhein-Westfalen“ und Tierarten nach FFH-Richtlinie zu nennen:

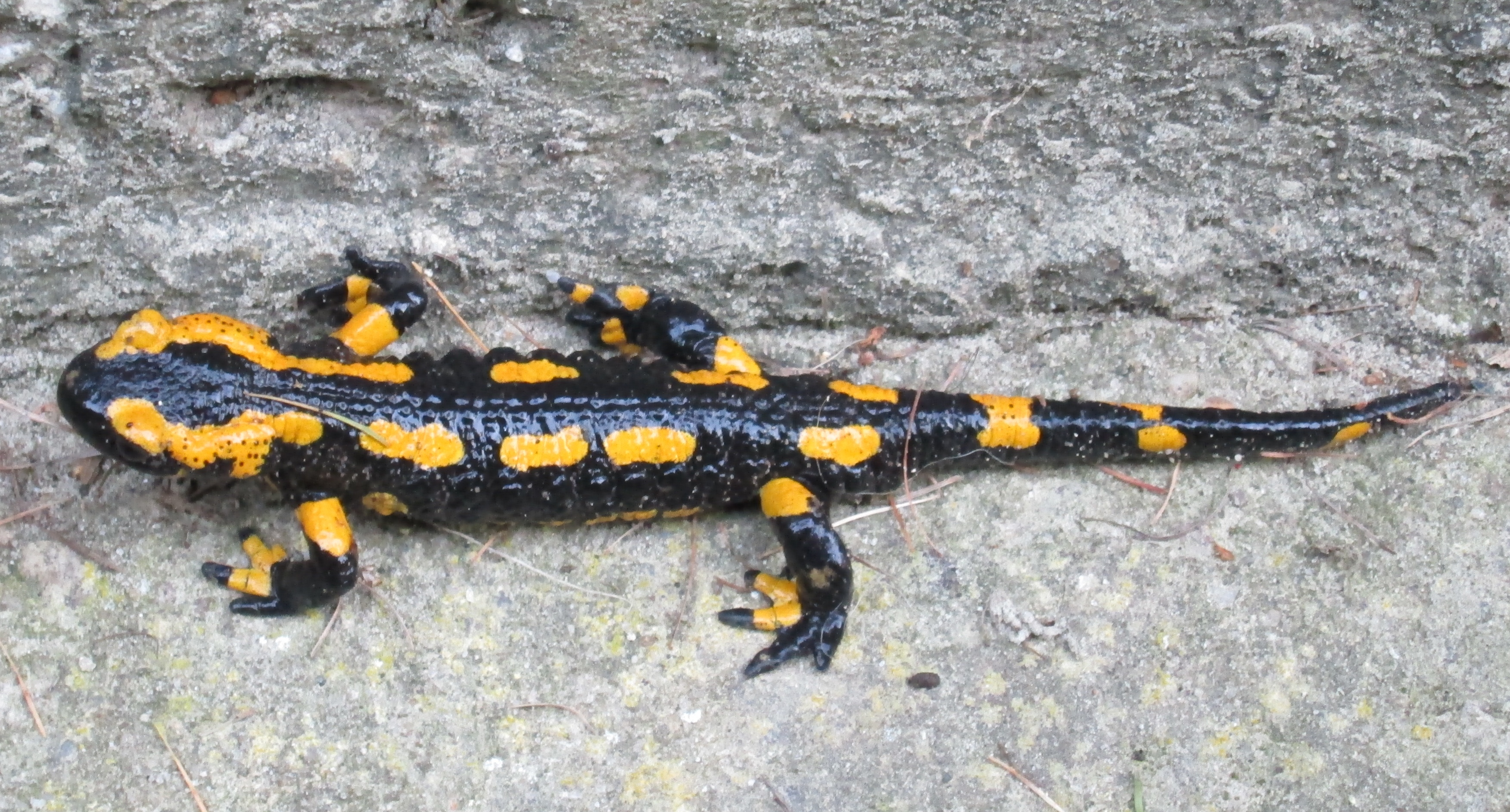
Feuersalamander

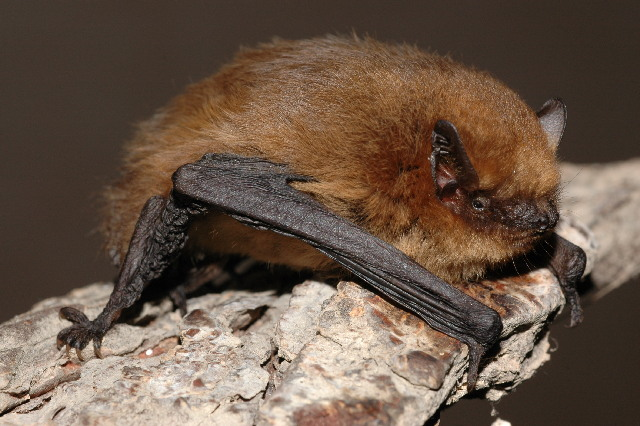
Mückenfledermaus

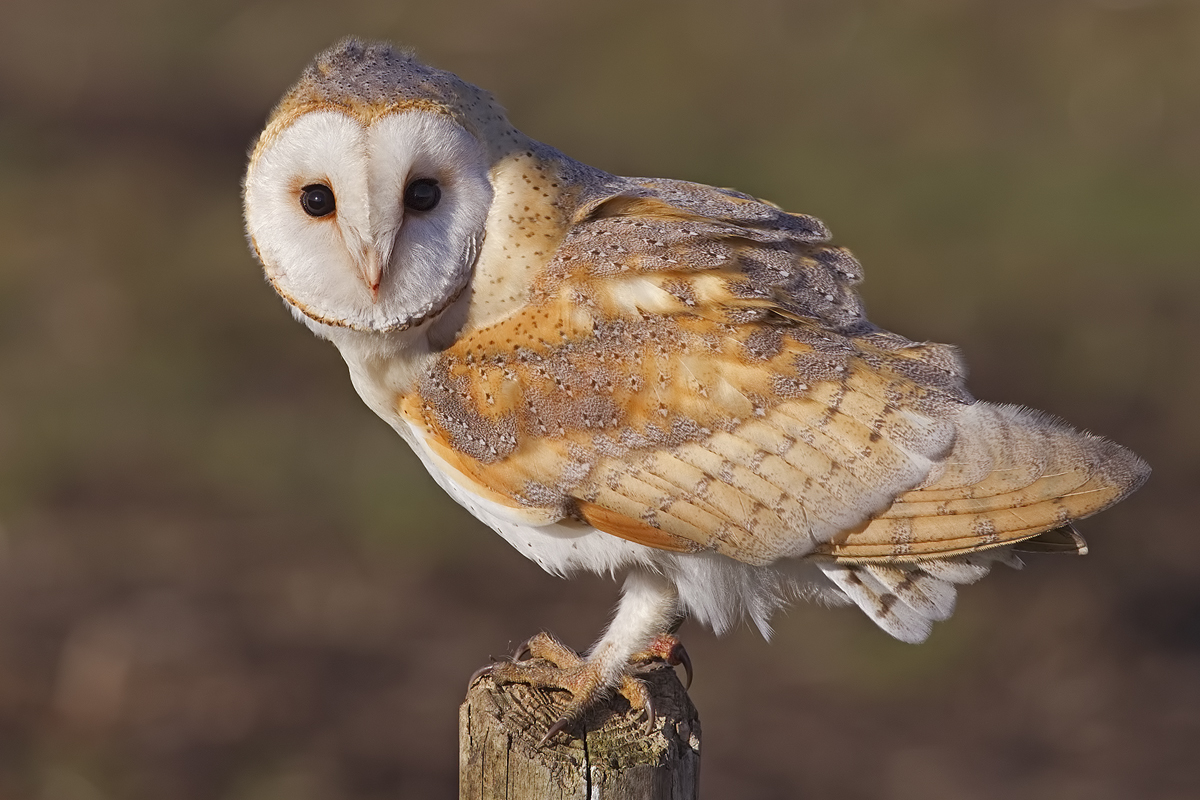
Schleiereule

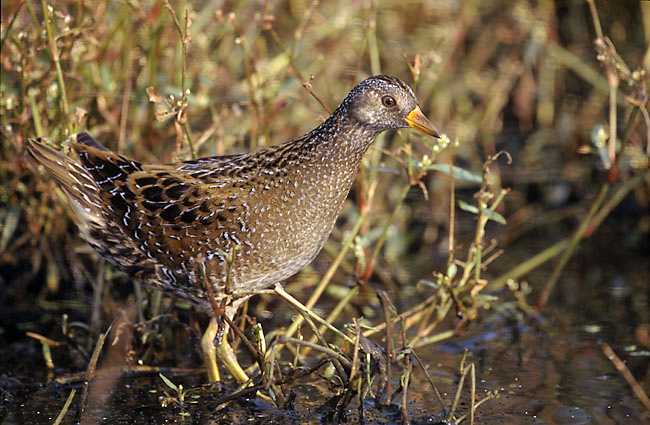
Tüpfelsumpfhuhn

Amphibien
- Bergmolch
- Feuersalamander
- Kammmolch
- Laubfrosch

Insekten
- Bergwald-Kräuterspanner
- Marasmarcha lunaedactyla

Säugetiere
- Bartfledermaus
- Europäischer Dachs
- Fransenfledermaus
- Mückenfledermaus
- Wasserfledermaus
- Zwergfledermaus

Vögel
- Alpenstrandläufer
- Baumfalke
- Bekassine
- Beutelmeise
- Blaukehlchen
- Brandgans
- Braunkehlchen
- Bruchwasserläufer
- Drosselrohrsänger
- Eisvogel
- Flussregenpfeifer
- Flussuferläufer
- Grünspecht
- Hohltaube
- Kampfläufer
- Kiebitz
- Kleinspecht
- Knäkente
- Krickente
- Kuckuck
- Löffelente
- Neuntöter
- Rebhuhn
- Rohrammer
- Rohrweihe
- Rotmilan
- Rotschenkel
- Sandregenpfeifer
- Schafstelze
- Schilfrohrsänger
- Schleiereule
- Schnatterente
- Schwarzmilan
- Steinschmätzer
- Tafelente
- Teichralle
- Teichrohrsänger
- Trauerseeschwalbe
- Tüpfelsumpfhuhn
- Turteltaube
- Uferschnepfe
- Uferschwalbe
- Wachtelkönig
- Wanderfalke
- Wasseramsel
- Wasserralle
- Weißstorch
- Wespenbussard
- Wiesenpieper
- Zwergtaucher